# 1554 en science
| Années de la science : 1551 - 1552 - 1553 - 1554 - 1555 - 1556 - 1557    |
| Décennies de la science : 1520 - 1530 - 1540 - 1550 - 1560 - 1570 - 1580 |

Cet article présente les faits marquants de l'année 1554 en science.

## Événements
- 8 décembre : Ambroise Paré obtient le titre de docteur en chirurgie[1].

- Giovanni Battista Benedetti montre que la résistance que subit un corps est liée à sa surface et non à son volume. Par conséquent, ce n'est que dans le vide que tous les corps peuvent tomber à la même vitesse[2].

## Publications

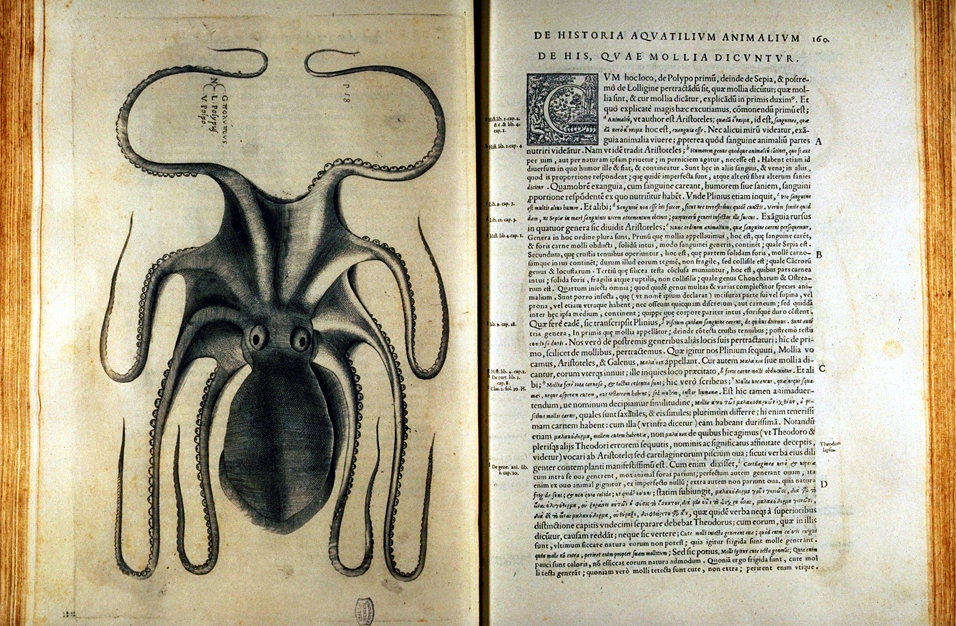
Aquatilium animalium historiae

- Giovanni Battista Benedetti : demonstratio proportionum motuum localium ;
- Rembert Dodoens : Cruydeboeck, 1554 ;
- Charles Estienne : Traité d’Agriculture ;
- Conrad Gessner : Historiae animalium : Liber II de quadrupedibus oviparis. excudebat C. Froschoverus ;
- Jean Liebault : Praedium rusticum, In Quo Cuiusuis Soli vel Culti vel Inculti Platarum Vocabula ac Descriptiones, Earumque Conseredarum atque Excolendarum Instrumenta suo Ordine Describuntur. Paris, 1554. Première édition en latin de ce qui devient L’Agriculture et maison rustique, en 1564 avec Charles Estienne ;
- Guillaume Rondelet
  - De piscibus marinis, libri XVIII, in quibus veræ piscium effigies expressæ sunt, 1554, Lyon ; comprenant: De testaceis libri II,
  - De piscibus marinis libri XVIII, Lugduni, apud Matthiam Bonhomme, 1554,
- Ippolito Salviani : Aquatilium animalium historiae, liber primus, cum eorumdem formis, aere excusis., Rome, 1554. Ouvrage sur les poissons et les bêtes marines ;
- André Thevet :  Cosmographie de Levant, 1554, Texte sur Gallica.

## Naissances
- Novembre : Jakob Christmann (mort en 1613), orientaliste et astronome allemand.

- Peder Jakobsen Flemløse (mort 1598), astronome danois.
- Vers 1554 : Jean Errard (mort en 1610), mathématicien et ingénieur militaire lorrain.

## Décès

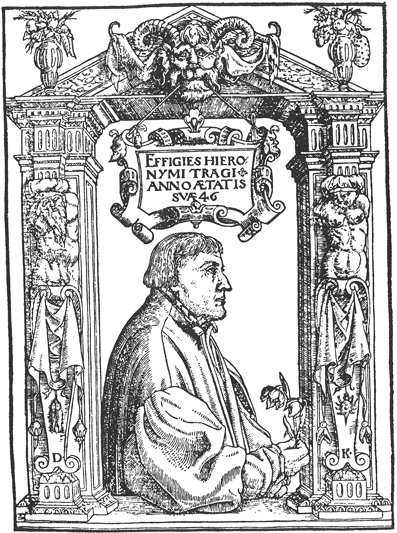
Hieronymus Bock

- 21 février : Jérôme Bock (né en 1498), pasteur luthérien et botaniste allemand.
- 22 septembre : Francisco Vásquez de Coronado (né en 1510), conquistador espagnol.

- Hugh Willoughby, explorateur britannique.